# Flora Danica (porcelana)

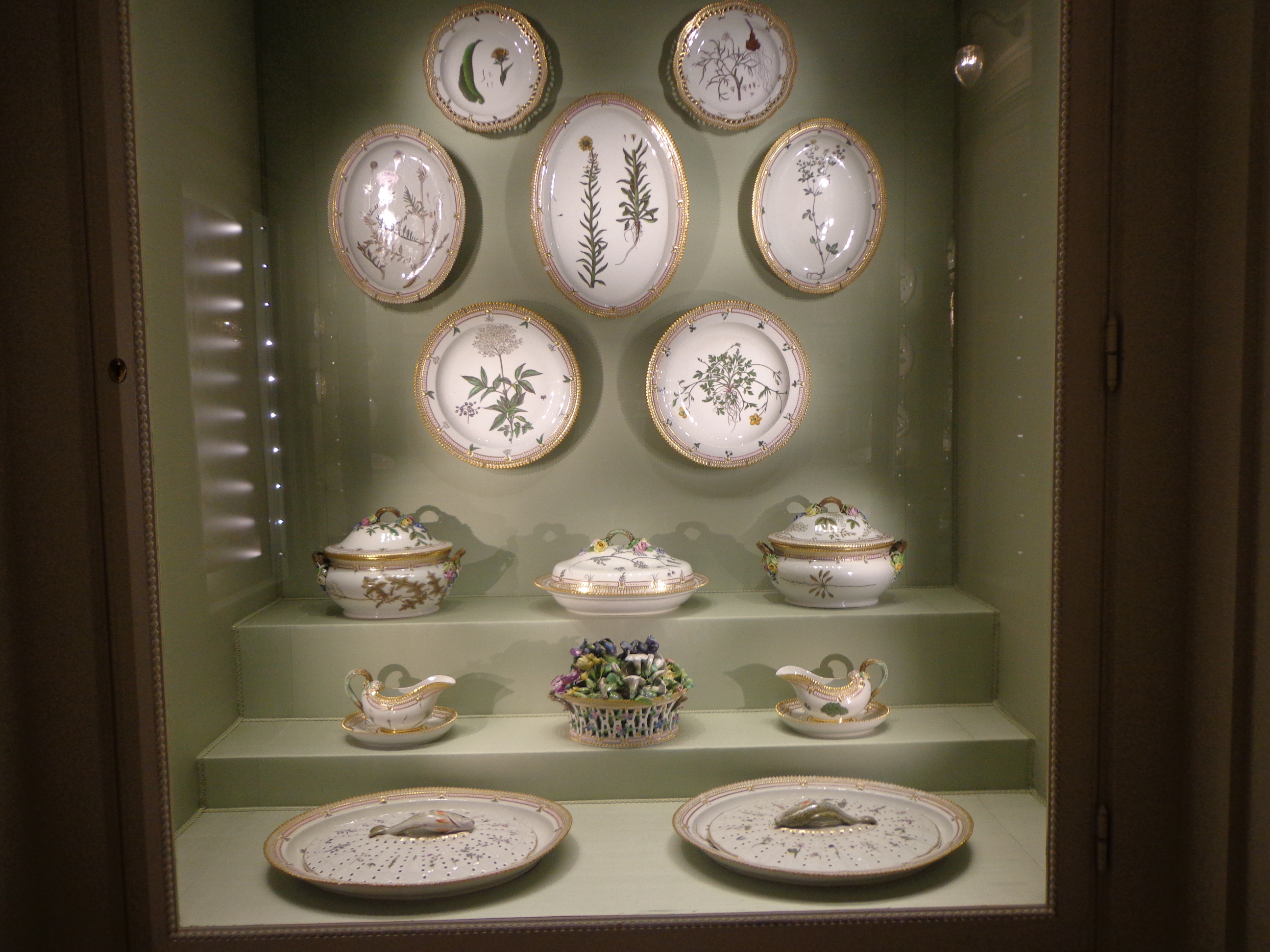
Serwis „Flora Danica” w Pałacu Christianborg

Serwis porcelanowy Flora Danica – serwis obiadowy z porcelany, zdobiony motywami roślinnymi, obecnie sztandarowy produkt królewskiej fabryki porcelany Royal Copenhagen. Uważany jest za jeden z najbardziej oryginalnych i inspirujących produktów europejskiej sztuki przemysłowej XVIII wieku.

## Historia

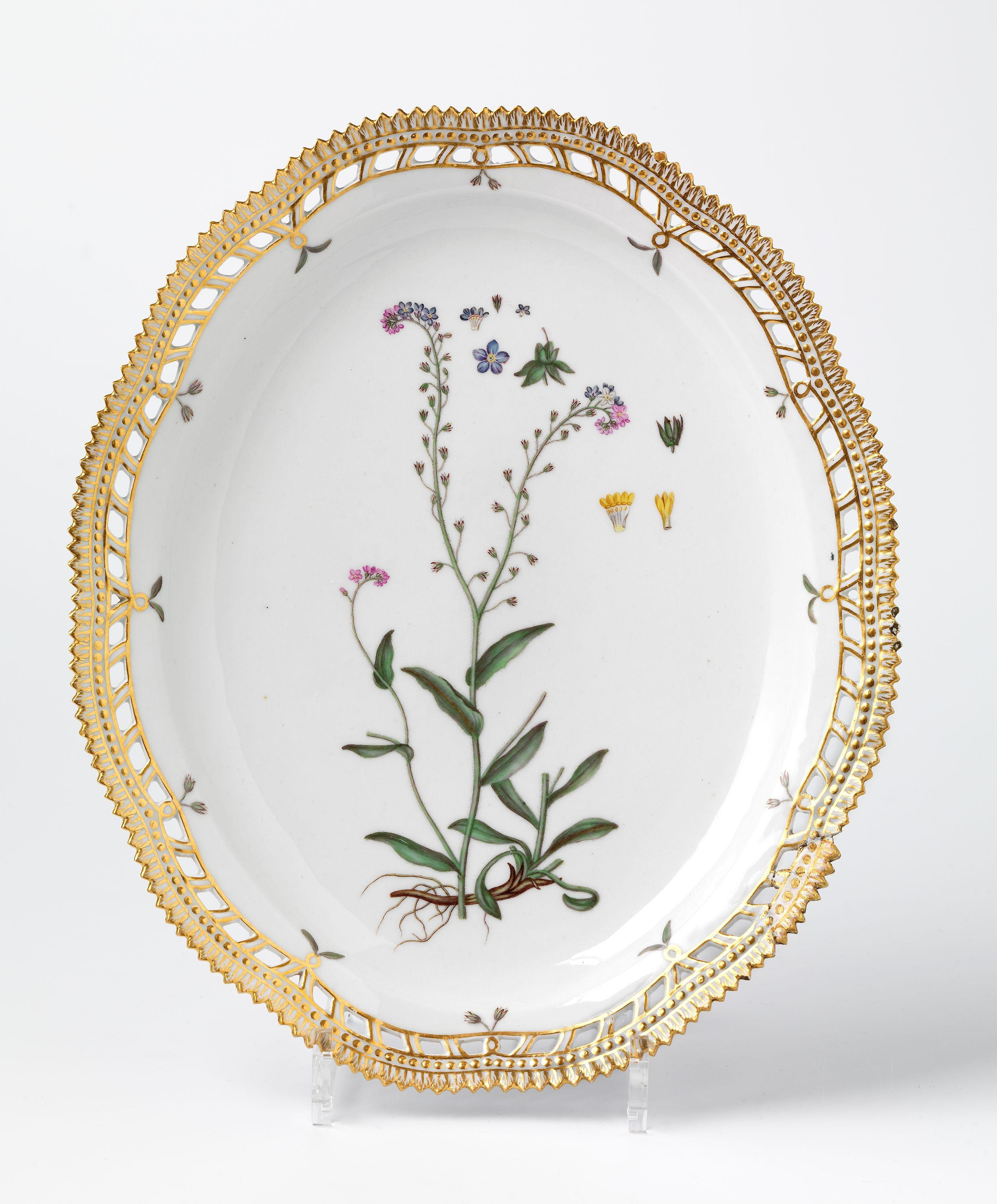
Talerz z serwisu „Flora Danica” w Narodowym Muzeum Sztuki, Architektury i Projektowania

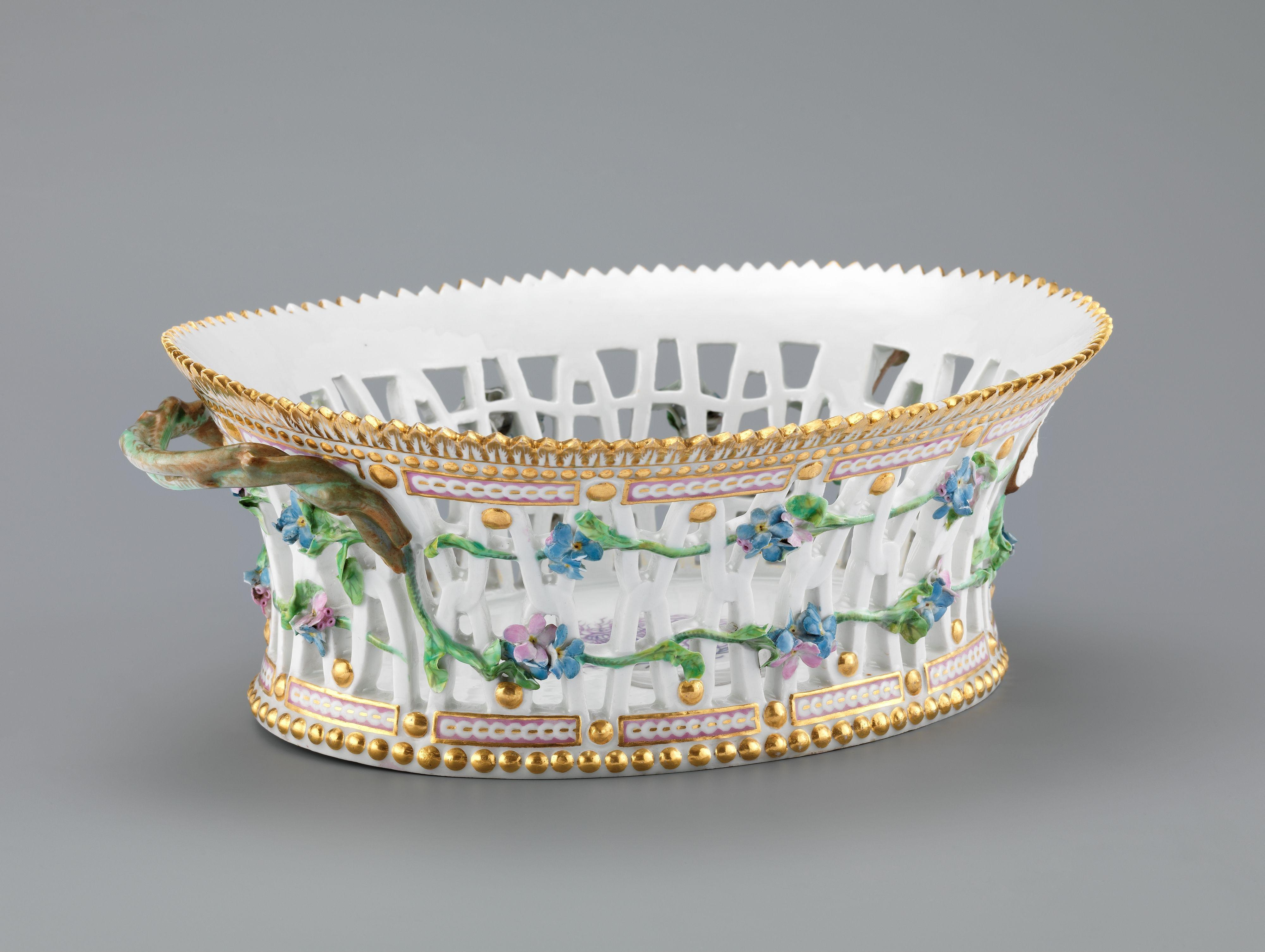
Koszyk z serwisu „Flora Danica” w Narodowym Muzeum Sztuki, Architektury i Projektowania

Wiek XVIII utożsamiany z epoką oświecenia, zaowocował fascynacją w Europie naukami przyrodniczymi w tym botaniką. Porcelana stała się sprawą prestiżu każdego domu królewskiego. Przepis na „białe złoto” został opracowany w Europie na początku wieku, łamiąc monopol wyrobów z Dalekiego Wschodu. Szybko stało się jasne, że umiejętność
produkcji porcelany wyznaczała prestiż, dlatego większość europejskich możnowładców szybko założyło własne manufaktury porcelany. Tak uczynił również król duński Christian VII.
Flora Danica powstała na zlecenie Christiana VII i pomyślana była jako prezent dla carycy Katarzyny Wielkiej, która zmarła w 1796 r. nie doczekawszy ukończenia przeznaczonego dla niej dzieła.
Wykonania serwisu podjął się jeden z największych malarzy porcelany tamtego okresu - Johann Christoph Bayer. Zadanie to okazało się dziełem jego życia. Długi i skomplikowany proces rozpoczął się w 1790 roku. Prace zostały ukończone po 12 latach. Bayer stworzył 1802 różne elementy, ręcznie formowane i ręcznie malowane.
Serwis Flora Danica został użyty po raz pierwszy w dniu 29 stycznia 1803 roku. Okazją był bankiet urodzinowy samego króla. Od tego czasu serwis służył jedynie podczas oficjalnych uroczystości, wśród których były królewskie urodziny, wesela, wizyty zagranicznych monarchów, bankiety.
Później zastawa ta nie była produkowana przez następne 60 lat. Dopiero w 1863 roku powstał nowy serwis, jako prezent ślubny od Duńczyków dla księżniczki Alexandry, córki Chrystiana IX, króla Danii, z okazji zawarcia małżeństwa z księciem Walii Edwardem VII, a późniejszym królem Wielkiej Brytanii. Różnił się on jednak od oryginału, między innymi tym, iż znacznie poszerzono wybór roślin do dekoracji. Komplet ten jest przechowywany do dziś na zamku Windsor w ramach kolekcji królowej Elżbiety II.

## Zdobnictwo
Każda część zdobiona była bardzo indywidualnie i pokazywała przekroje roślin wraz z kwiatami, liśćmi, łodygami, korzeniami i owocami. Dodatkowo brzegi naczyń pokrywane były 24 karatowym złotem.
Król wybrał osobiście zdobienia, według ówczesnej mody na ozdabianie porcelany motywami roślinnymi. Istotną różnicę stanowił jednak dobór roślin - na życzenie Christiana VII wykonano dokładne kopie wizerunków roślin pospolitych z atlasu botanicznego „Flora Danica”, opracowanego w latach 1761-1783.

## Współczesne losy serwisu
Z oryginalnego serwisu liczącego 1802 sztuki zachowało się około 1530 elementów.
Część zastawy nadal wykorzystuje się  w trakcie uroczystości państwowych w pałacu Christiansborg w Kopenhadze przez królową Małgorzatę II. Inne elementy z tej rzadkiej zastawy bezpiecznie przebywają w zamku Rosenborg (obecnie muzeum) i Amalienborg Palace - oficjalnej rezydencji królowej Danii Małgorzaty II.
Flora Danica nadal formowana i malowana jest ręcznie,  tak jak to było ponad 200 lat temu. Skomplikowane dekoracje naszkliwne zawierają około 700 przedstawień roślinnych znanych z kart atlasu botanicznego.